# Denis Brean
Augusto Duarte Ribeiro (Campinas, 28 de fevereiro de 1917 – São Paulo, 16 de agosto de 1969), mais conhecido pelo pseudônimo Denis Brean, foi um compositor, jornalista, radialista e letrista brasileiro.

## Biografia
Nascido em 1917, no interior do estado de São Paulo, em Campinas, Brean foi considerado um dos melhores compositores daquele estado. Compôs sucessos que se tornaram clássicos: como o seu primeiro e maior hit "Boogie-Woogie na Favela", gravado em 1945 por Ciro Monteiro, e gravado mais tarde por outros vários artistas como Zacarias e sua Orquestra; Roberto Silva; e Anjos do Inferno. Seu início foi com "Poesia da Uva", premiado em um concurso local e, em seguida, gravada por Ciro Monteiro. Brean também teve sucesso como compositor de marchas carnavalescas, como a música "Grande Caruso", gravado por João Dias, em 1952. Brean também compôs dois clássicos, "Conselho" e "Franqueza", gravada por Nora Ney e Maysa, e mais tarde regravada por vários outros intérpretes. Outra composição sua foi "Bahia com H" garavada por João Gilberto.
Desligou-se da carreira artística na década de 1960.